# Asesinato de Rhys Jones
Rhys Milford Jones (27 de septiembre de 1995 - 22 de agosto de 2007) fue un niño de 11 años quien fue asesinado en Liverpool al ser disparado por la espalda. Sean Mercer, de 16 años, fue juzgado el 2 de octubre de 2008 y encontrado culpable del asesinato el 16 de diciembre. Fue sentenciado a cadena perpetua con un mínimo de 22 años.

## Rhys Jones
Era hijo de Stephen (nacido en Liverpool) y Melanie Jones (nacida Edwards en Wrexham). Tenía un hermano mayor, Owen (nacido en 1990). Rhys, quien habría cumplido 12 años cinco semanas después de su asesinato, iba a comenzar a asistir a la escuela secundaria local en septiembre de 2007. Sus profesores y vecinos declararon que era un niño amigable y popular que amaba el fútbol y era fan del Everton F.C.

## Asesinato
Jones, quien jugaba en el equipo de fútbol local, estaba regresando a casa de una práctica. Cuando estaba atravesando un estacionamiento de la localidad de Croxteth, un joven encapuchado en una bicicleta plateada se le acercó. Sacó un arma de fuego Smith & Wesson y disparó tres veces, luego se determinó que las balas usadas no eran las correctas para el tipo de arma. Se creía originalmente que una de las balas le había dado a Rhys en el cuello, pero durante el juicio, se reveló que la bala habría entrado por la parte izquierda de su espalda, específicamente por el hombro izquierdo y habría salido por la parte derecha frontal de su cuello.
La madre de Jones corrió hasta el lugar de los hechos cuando escuchó lo que había pasado. Cuando llegó, él estaba inconsciente. Los paramédicos intentaron por 90 minutos resucitarlo, pero fue declarado muerto poco después en el hospital local. La radio de la ciudad dedicó su programación a una amnistía por testigos y para hablar de la violencia armada. También lanzaron una campaña anti-armas (respaldada por los padres de Rhys).

## Arresto e investigación
Los detectives arrestaron y luego liberaron a cuatro personas de entre 15 y 19 años en conexión con el crimen. Dos arrestos más ocurrieron (ambos adolescentes), pero acabaron siendo puestos en libertad. La policía realizó una petición pública por información, declarando que necesitaban ayuda para encontrar a aquellos que habían cometido el crimen. El arma fue descrita como un arma de fuego de larga longitud. Más de 300 oficiales y especialistas en armas fueron contratados para la búsqueda del asesino.
Los padres de Jones hicieron una petición para que los posibles testigos hablaran, cuatro semanas después del asesinato, lo cual fue reconstruido en Crimewatch el 26 de septiembre. En ese episodio, la madre de Rhys le pedía a la madre del asesino que lo delatara. Esto llevó a 12 personas a llamar al programa, todos ellos le dieron a la policía el mismo nombre. A pesar de los informes y de que el nombre del asesino era ampliamente conocido y había aparecido en páginas de Internet y grafitis, la policía seguía insistiendo para que aparecieran más testigos.
El 15 de abril de 2008, la policía de Merseyside confirmó que 11 personas (todas ellas con edades comprendidas entre los 17 y 25 años) habían sido arrestadas en relación con el caso. Seis hombres fueron arrestados al día siguiente. Uno de ellos ya había sido condenado por poseer un arma de fuego. Otro hombre fue arrestado en conexión con el caso el 18 de abril de 2008.
El 16 de diciembre de 2008, después de un juicio que duró nueve semanas, Sean Mercer (miembro de la pandilla Croxteth Crew) fue encontrado culpable del asesinato. Mercer, entonces de 18 años, fue sentenciado a cadena perpetua, con un mínimo de 22 años. Otros miembros de la pandilla, James Yates, Nathan Quinn, Chico "M", Gary Kays, y Melvin Coy fueron condenados por ayudar a un criminal. Chico "K", quien luego se reveló que era Dean Kelly, fue condenado por cuatro delitos relacionados. Kays y Coy fueron sentenciados a siete años.
En enero de 2009, Yates fue sentenciado a siete años, Dean Kelly a cuatro años y Nathan Quinn a dos. Un adolescente de 16 años fue sentenciado a dos años de supervisión. Los padres de los miembros de la pandilla, incluyendo la madre de Mercer y los padres de Yates, fueron juzgados y encontrados culpables de prevaricación. El 28 de octubre de 2009, la sentencia de Yates incrementó a 12 años de prisión. El 2 de noviembre de 2009, Mercer apuñaló a Jake Fahri (quien estaba en la cárcel por asesinato).